# Masamitsu Kobayashi
Masamitsu Kobayashi (小林 成光?, Kobayashi Masamitsu; Prefettura di Tochigi, 13 aprile 1978) è un ex calciatore giapponese, di ruolo centrocampista.